# Zbigniew Madeyski
Zbigniew Stanisław Madeyski (ur. 15 października 1897 w Krakowie, zm. 24 października 1984 w Warszawie) – doktor prawa, działacz niepodległościowy i społeczny.

## Życiorys
Urodził się w rodzinie prawnika Bartłomieja Zbigniewa Madeyskiego h. Poraj (1867–1907) i Anny Heleny z Uderskich h. Niezgoda (1876–1944). Ukończył Gimnazjum Klasyczne w Samborze, maturę zdał eksternistycznie w Wiedniu (1915). Następnie ukończył studia na Wydziale Prawa Uniwersytetu Jagiellońskiego, Studium Rolnicze przy UJ oraz Szkołę Nauk Politycznych w Krakowie i szkołę oficerska w Bratysławie. Był działaczem tajnych organizacji niepodległościowych.
Podczas I wojny światowej służył w I Brygadzie Legionów Polskich (1915–1917) i armii austriackiej. Od 1918 w Wojsku Polskim, walczył podczas wojny polsko-ukraińskiej i wojny polsko-bolszewickiej. 
W latach 1924–1927 pracował na stanowisku referenta do spraw prawnych i hipotecznych załogi kopalni „Saturn” w Czeladzi. Należał do założonego w 1926 Klubu Polityczno-Społecznego im. Józefa Piłsudskiego w Zagłębiu Dąbrowskim, działał w Związku Legionistów Polskich Zagłębia Dąbrowskiego. Następnie, w latach 1927–1928, poszerzał wiedzę dotyczącą pracy i polityki socjalnej na studiach w Paryżu i Brukseli oraz w Międzynarodowym Biurze Pracy w Genewie. Od lipca 1928 do lutego 1929 pełnił funkcję sekretarza Walerego Sławka. 29 stycznia 1929 został wybrany na stanowisko prezydenta Dąbrowy Górniczej, które sprawował do 8 lutego 1933. W latach 1933–1935 pełnił funkcję naczelnego dyrektora Funduszu Pracy. Był posłem na Sejm III (1930–1935) z ramienia BBWR i IV kadencji (1935–1938) II RP, związanym z grupą „Jutro Pracy”. 
Na początku II wojny światowej przebywał na Wileńszczyźnie jako delegat ekspozytury Ministerstwa Opieki Społecznej. Podczas okupacji niemieckiej został osadzony w niemieckim obozie Stalag Ib Hohenstein, a następnie był więźniem warszawskiego Pawiaka (aresztowany 2 maja 1941) i więzienia na Montelupich w Krakowie. Po zwolnieniu (w kwietniu 1942) pracował do 1944 jako agronom gminny w Kalwarii Zebrzydowskiej, następnie w ZG PCK w Warszawie. Od połowy 1943 był zastępcą dyrektora Departamentu Pracy i Opieki Społecznej Delegatury Rządu RP na Kraj. Brał udział w powstaniu warszawskim jako dowódca Kompanii Dyspozycyjnej przy KG AK na Starym Mieście. Po upadku powstania przetrzymywany w obozie przejściowym w Pruszkowie. W lutym 1945 dotarł do Piotrkowa Trybunalskiego, gdzie pracował w ZG PCK. Aresztowany przez NKWD, do 18 lipca 1945 więziony w Łodzi. Po zwolnieniu działał w Stronnictwie Pracy, do 1950 na stanowisku wiceprezesa ZG. W latach 1949–1968 pracował na kierowniczych stanowiskach w Instytucie Urbanistyki i Architektury w Warszawie.
Od 30 grudnia 1930 był mężem śpiewaczki Krystyny z Dąbrowskich (1911–1962), z którą miał syna Wojciecha.
Został pochowany na Cmentarzu Wojskowym na Powązkach w Warszawie (kwatera A23-11-21).

## Ordery i odznaczenia
- Krzyż Komandorski Orderu Odrodzenia Polski
- Krzyż Niepodległości (7 lipca 1931)[3]
- Krzyż Kawalerski Orderu Odrodzenia Polski (1978)
- Krzyż Walecznych
- Złoty Krzyż Zasługi (15 września 1937)[4]
- Medal Zwycięstwa i Wolności 1945 (1970)
- Odznaka „Zasłużony Działacz Kultury” (1972)
- Złota Odznaka honorowa „Za Zasługi dla Warszawy” (1977)
- Złota Odznaka Honorowa Polskiego Towarzystwa Ekonomicznego (1973)
- Krzyż Komandorski Orderu Korony Włoch (Włochy)